# Brenntag
La Brenntag SE è una società tedesca dell'industria chimica con sede a Essen. È la seconda società al mondo del settore.

## Storia
Brenntag viene fondata il 9 ottobre 1874 dal commerciante ebreo Philipp Mühsam (14.11.1848 – 17.05.1914) con il suo nome a Berlino. Viene acquisito poi un grosso commerciante di prodotti agrari. Successivamente l'azienda inizierà a commerciare sostanze chimiche per l'industria farmaceutica nel 1879. Nel novembre 1923 il figlio del fondatore dr. Kurt Mühsam (31.12.1887 – 20.03.1928), assieme al socio Julius Herz, cambierà forma societaria in società per azioni.
Julius Herz, dopo la morte del padre Kurt Mühsams avrà il 91% delle azioni della Philipp Mühsam AG. Julius Herz, in quanto ebreo, emigrerà negli USA il 22 settembre del 1937. Nel 1937 la società rimarrà di proprietà del gruppo Stinnes, e rinominerà la società „Brenntag“. La sede nel 1943 verrà spostata da  Berlino a Mülheim an der Ruhr, sede della famiglia Stinnes.
Il 17 settembre 1949 Julius Herz, dopo aver cambiato nome in Julius Hart, chiederà alle autorità britanniche una restituzione del proprio patrimonio. Nel 1950 Hugo Hermann Stinnes, il fratello Otto, rimborseranno Julius Hart con 720.000 DM.
Dal 1966 inizia l'espansione all'estero con l'acquisizione della Balder del Belgio. Nel 1969 entreranno nel mercato americano. Negli anni '80 verranno inglobate le società Western Chemical (1980), Textile Chemical (1981) e Delta (1986). Nel 1989 le società Crown e PB&S Chemicals.

## Azionariato
(febbraio 2024)
- Kühne Holding AG (> 10 %)
- Flossbach von Storch AG (> 5 %)
- Wellington Management Group LLC (> 5 %)
- BlackRock Inc (> 3 %)
- The Capital Group Companies (> 3 %)
- resto pubblico